# Dzmitry Urbanovich
Dzmitry Urbanovich (polnisch Dzmitry Urbanowicz; * 18. Mai 1995 in Hrodna) ist ein professioneller polnisch-belarussischer Pokerspieler. Er gewann bei der European Poker Tour 2015 das High Roller und 2016 das Main Event.

## Persönliches
Urbanovich wurde als Sohn eines Polen im belarussischen Hrodna geboren, zog jedoch in seiner Kindheit mit der Familie ins polnische Białystok.

## Pokerkarriere
Urbanovich machte bereits als Siebenjähriger erste Erfahrungen mit Poker und verfolgte im Jahr 2003 den Sieg Chris Moneymakers beim Main Event der World Series of Poker. Der Pole spielt online auf PokerStars unter dem Nickname Colisea. Bei der World Championship of Online Poker gewann er im September 2014 und 2016 jeweils einen Titel und ließ im September 2018 zwei weitere folgen. Er wurde ab Mai 2017 mehrere Jahre von partypoker gesponsert und spielte dort als Dzmitry_Urbanov. Insgesamt liegen seine Onlinepoker-Turniergewinne bei knapp 4 Millionen US-Dollar.
Seine erste Geldplatzierung bei einem Live-Turnier erzielte Urbanovich Ende Juli 2013 in Pardubice. Der Pole kam Mitte April 2014 erstmals beim Main Event der European Poker Tour (EPT) ins Geld und belegte im italienischen Sanremo den 74. Platz für rund 8500 Euro Preisgeld. Im März 2015 erreichte er beim Main Event der World Poker Tour in Wien die Geldränge und kassierte dafür mehr als 6000 Euro. Wenige Tage später gewann Urbanovich im Rahmen der EPT auf Malta das High-Roller-Event und erhielt eine Siegprämie in Höhe von über 570.000 Euro. Mit drei weiteren Siegen in den folgenden neun Tagen auf Malta stellte er einen neuen EPT-Rekord auf und sicherte sich Gewinne von mehr als 150.000 Euro. Rund einen Monat später, Anfang Mai 2015, gewann der Pole sein bisher höchstes Preisgeld, als er beim Super-High-Roller-Turnier der EPT in Monte-Carlo den Finaltisch erreichte und das Event hinter Erik Seidel auf dem zweiten Platz für knapp 1,5 Millionen Euro beendete. Auch bei der EPT in Barcelona wurde er im August 2015 Zweiter beim Super High Roller und erhielt dafür 841.500 Euro. Bei der World Series of Poker Europe, die im Oktober 2015 in Berlin ausgetragen wurde, kam er zweimal ins Geld. Mitte Februar 2016 gewann Urbanovich das EPT-Main-Event in Dublin und erhielt eine Siegprämie von 561.900 Euro. Im Juni 2016 spielte er erstmals bei der Hauptturnierserie der World Series of Poker (WSOP) im Rio All-Suite Hotel and Casino am Las Vegas Strip, an der er zuvor wegen seines zu geringen Alters nicht teilnehmen durfte. Ende Juni 2018 erreichte der Pole seinen ersten WSOP-Finaltisch und belegte bei einem Event der Variante Razz den zweiten Platz für knapp 80.000 US-Dollar Preisgeld. Im Oktober 2019 landete er bei der Mixed Games Championship der World Series of Poker Europe im King’s Resort in Rozvadov auf dem dritten Rang und erhielt über 160.000 Euro. Als das WPT-Main-Event aufgrund der COVID-19-Pandemie online bei partypoker ausgespielt wurde, erreichte Urbanovich dort Mitte September 2020 den Finaltisch und erhielt als Sechster knapp 280.000 US-Dollar. Auch bei den partypoker Millions Online belegte er Anfang März 2021 einen mit mehr als 275.000 US-Dollar dotierten vierten Platz. Im Oktober 2023 gewann der Pole das in der gemischten Variante 8-Game gespielte vierte Turnier der PGT Mixed Games II im Aria Resort & Casino am Las Vegas Strip und erhielt den Hauptpreis von 179.200 US-Dollar.
Insgesamt hat sich Urbanovich mit Poker bei Live-Turnieren mehr als 6,5 Millionen US-Dollar erspielt und ist damit nach Wiktor Malinowski der zweiterfolgreichste polnische Pokerspieler. Von April bis November 2016 spielte er als Teil der Moscow Wolverines in der Global Poker League und kam mit seinem Team bis in die Playoffs.